# Honkasaari (ö i Finland, Norra Österbotten, Koillismaa, lat 65,47, long 28,65)
Honkasaari är en ö i Finland. Den ligger i sjön Tyräjärvi och i kommunen Taivalkoski i den ekonomiska regionen  Koillismaa ekonomiska region  och landskapet Norra Österbotten, i den nordöstra delen av landet, 600 km norr om huvudstaden Helsingfors. Öns area är 0,2 hektar och dess största längd är 100 meter i öst-västlig riktning.